# Luis Saritama
Luis Fernando Saritama Padilla (Loja, 1983. október 20. –) ecuadori válogatott labdarúgó, jelenleg az LDU Quito játékosa.
Az ecuadori válogatott tagjaként részt vett a 2006-os és a 2014-es világbajnokságon, illetve a 2004-es Copa Américán.

## Sikerei, díjai
Deportivo Quito
- Ecuadori bajnok (3): 2008, 2009, 2011